# R U Still Down? (Remember Me)
Albums de 2Pac
The Don Killuminati: The 7 Day Theory
(1996) Greatest Hits
(1999)
Singles
1. I Wonder If Heaven Got a Ghetto
Sortie : 26 août 1997
2. Do for Love
Sortie : 24 février 1998

R U Still Down? (Remember Me) est un album posthume de Tupac Shakur, sorti le 25 novembre 1997.
L'album s'est classé 1er au Top R&B/Hip-Hop Albums et 2e au Billboard 200 et a été certifié quadruple disque de platine par la Recording Industry Association of America (RIAA) le 15 décembre 1997.

## Liste des titres

### Disque 1
| No  | Titre                                                         | Contient un (des) sample(s) de | Durée |
| --- | ------------------------------------------------------------- | --- | ----- |
| 1.  | Redemption                                                    | Redemption Song de Bob Marley | 1:48  |
| 2.  | Open Fire                                                     | 100 Miles and Runnin' de N.W.A Mickey's Monkey des Miracles | 2:52  |
| 3.  | R U Still Down? (Remember Me) (featuring Val Young & Stretch) | He's a Fly Guy de Curtis Mayfield | 4:07  |
| 4.  | Hellrazor                                                     | Free 'Em All de J-Flexx featuring Tha Realist | 4:15  |
| 5.  | Thug Style (featuring Layzie Bone)                            | | 4:16  |
| 6.  | Where Do We Go From Here (Interlude)                          | Munchies for Your Love de Bootsy Collins | 4:31  |
| 7.  | I Wonder If Heaven Got a Ghetto                               | Two of Us de Cameo Welcome to the Ghetto de Spice 1 | 4:21  |
| 8.  | Nothing to Lose                                               | I Want to Hold on to You de Micah Paris Us d'Ice Cube Garden Freestyle de The Notorious B.I.G. featuring Big Daddy Kane, Big Scoob & Shyheim The Grand Finalé de The D.O.C. | 3:39  |
| 9.  | I'm Gettin' Money                                             | Even When You Sleep de The SOS Band | 3:32  |
| 10. | Lie to Kick It (featuring Richie Rich)                        | Haboglabotribin' de Bernard Wright Funky President de James Brown | 3:39  |
| 11. | Fuck All Y'all                                                | Street Life des Geto Boys | 4:32  |
| 12. | Let Them Thangs Go                                            | Flashlights de Parliament | 3:33  |
| 13. | Definition of a Thug Nigga                                    | Wind Parade de Donald Byrd | 4:09  |

### Disque 2
| No  | Titre                                                | Contient un (des) sample(s) de                                                                   | Durée |
| --- | ---------------------------------------------------- | ------------------------------------------------------------------------------------------------ | ----- |
| 1.  | Ready 4 Whatever (featuring Big Syke)                | 1980 de Gil Scott-Heron                                                                          | 4:05  |
| 2.  | When I Get Free                                      |                                                                                                  | 4:46  |
| 3.  | Hold On Be Strong                                    | I'll Write a Song For You de Earth, Wind and Fire                                                | 4:11  |
| 4.  | I'm Losin' It (featuring Big Syke & Spice 1)         |                                                                                                  | 3:55  |
| 5.  | Fake Ass Bitches                                     |                                                                                                  | 3:10  |
| 6.  | Do for Love (featuring Eric Williams de Blackstreet) | What You Won't Do for Love de Bobby Caldwell Y? (Be Like That) (Jay Dee Remix) de The Pharcyde   | 4:42  |
| 7.  | Enemies With Me (featuring Dramacydal)               | The Bomb by Ice Cube (1990)                                                                      | 4:15  |
| 8.  | Nothin' But Love                                     | Something About That Woman de Lakeside Different Strokes de Syl Johnson                          | 4:17  |
| 9.  | 16 On Death Row                                      |                                                                                                  | 5:42  |
| 10. | I Wonder If Heaven Got A Ghetto (Hip-Hop Version)    | The Two of Us de Cameo                                                                           | 4:40  |
| 11. | When I Get Free II                                   | Concerto for Jazz/Rock Orchestra de Stanley Clarke Synthetic Substitution de Melvin Bliss        | 3:22  |
| 12. | Black Starry Night (Interlude)                       | Do it, Roger de Roger Troutman                                                                   | 0:48  |
| 13. | Only Fear of Death                                   | You're Getting a Little Too Smart des Detroit Emeralds Livin on the Edge des Evil Mind Gangsta's | 5:09  |